# Clidane
La Clidane est un ruisseau français du département du Puy-de-Dôme, affluent du Chavanon et sous-affluent de la Dordogne.

## Géographie
La Clidane prend sa source à 951 m d’altitude au nord-est de la commune de Briffons, près de la commune de Tortebesse. Elle passe sous l'autoroute A89 puis sert de limite naturelle aux communes de Saint-Julien-Puy-Lavèze et Saint-Sulpice sur environ trois kilomètres et demi. 
Dès qu'elle quitte le territoire de Saint-Sulpice, elle forme la limite naturelle entre les communes de Bourg-Lastic et Messeix sur les neuf derniers kilomètres de son cours, repassant à nouveau sous l'autoroute A89 au viaduc de la Clidane.
Elle rejoint le Chavanon en rive gauche vers 620 m d'altitude, quatre kilomètres à l’ouest du village de Bourg-Lastic, face au centre hospitalier du Pays d'Eygurande, situé à la Cellette.
Sa longueur est de 22,8 km pour un bassin versant de 73 km2.

### Environnement
La Clidane et son affluent le ruisseau de la Loubière sont identifiés dans le réseau Natura 2000 comme faisant partie des sites très importants pour la loutre.

### Affluents
Parmi les seize affluents de la Clidane répertoriés par le Sandre, le plus long avec 11,4 km est le ruisseau de la Loubière, appelé « ruisseau de Ganne » dans sa partie amont, situé en rive gauche.

### Département et communes traversés
Le parcours de la Clidane s'effectue intégralement à l'intérieur du département du Puy-de-Dôme. Elle arrose cinq communes,, soit d'amont vers l'aval :
- Briffons (source)
- Saint-Julien-Puy-Lavèze
- Saint-Sulpice
- Bourg-Lastic (confluent)
- Messeix (confluent)